# Сангариев, Адам Алиханович
Адам Алиханович Сангариев (род. 14 марта 2003) — российский дзюдоист, победитель и призёр этапов Кубков Европы среди кадетов и юниоров, бронзовый призёр первенства мира среди юниоров 2021 года, бронзовый призёр розыгрыша Кубка России 2023 года, бронзовый призёр чемпионата России 2024 года. Выступает в полутяжёлой весовой категории (до 100 кг).
27 апреля 2022 года ему было присвоено звание мастер спорта России. Чеченец.

## Спортивные соревнования
- Этап Кубка Европы среди кадетов 2019, Берлин — ;
- Этап Кубка Европы среди кадетов 2019, Фуэнхирола — ;
- Этап Кубка Европы среди кадетов 2019, Тула — ;
- Этап Кубка Европы среди кадетов 2019, Коимбра — ;
- Европейский юношеский олимпийский фестиваль[5] 2019, Баку — ;
- Этап Кубка Европы среди кадетов 2020, Фуэнхирола — ;
- Этап Кубка Европы среди юниоров 2021, Удине — ;
- Этап Кубка Европы среди юниоров 2021, Коимбра — ;
- Первенство мира среди юниоров 2021 — ;
- Кубок России по дзюдо 2023 — ;
- Чемпионат России по дзюдо 2024 — ;
- Мировая серия «Grand Slam» в Ташкенте 2025 — ;